# 宝塚神社

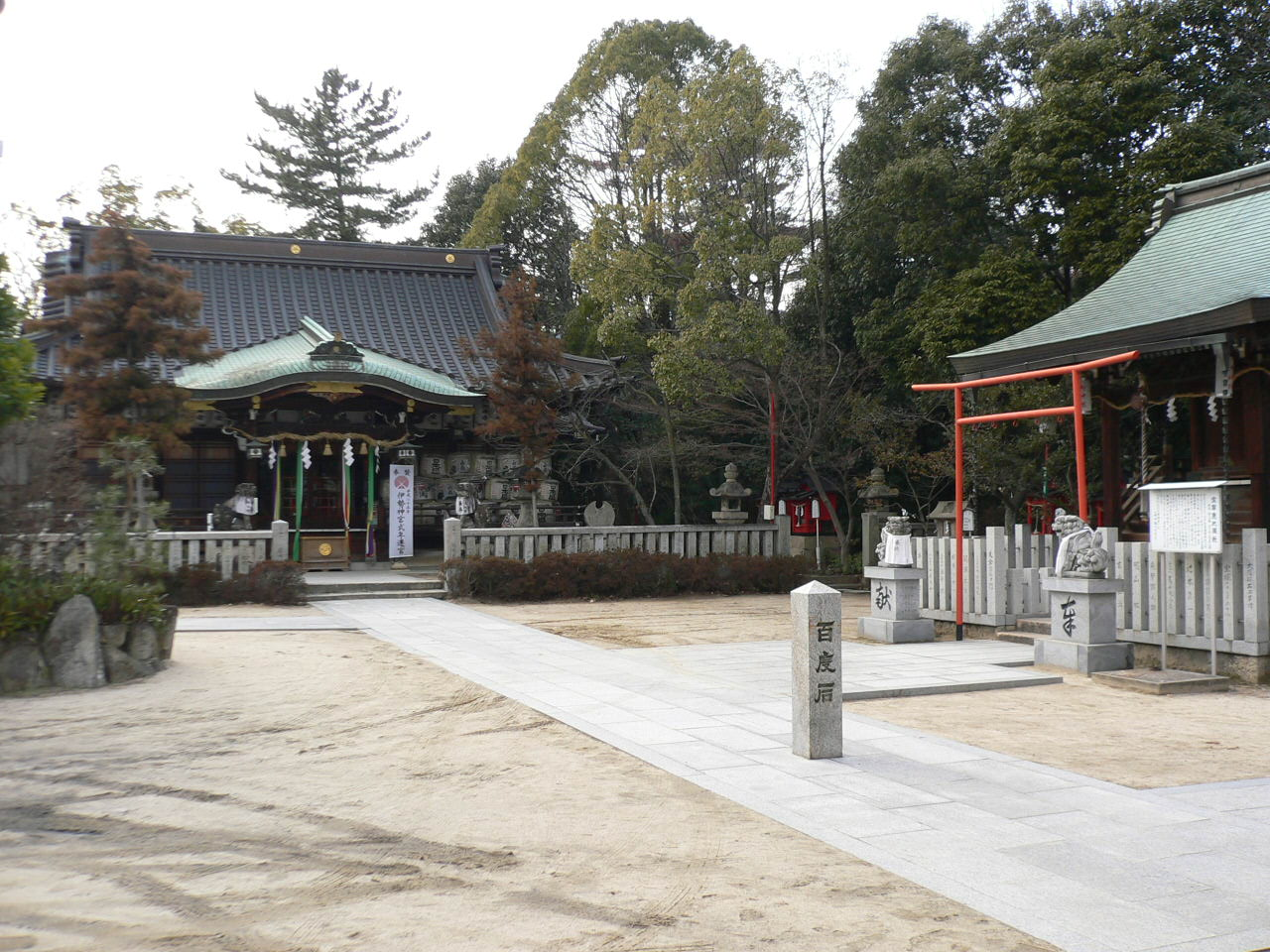
境内の様子。左に拝殿、右に恵比寿社を見る。2008年撮影

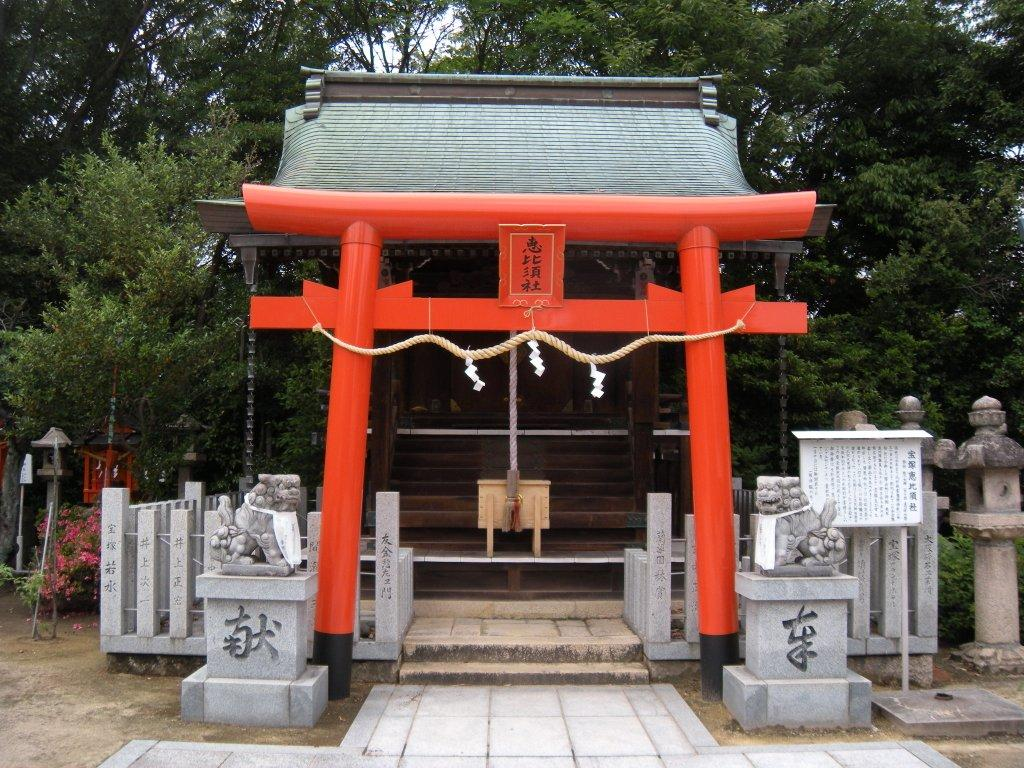
境内社の宝塚えびす神社本殿。2012年撮影

宝塚神社（たからづかじんじゃ）は、兵庫県宝塚市にある神社。
東斜面の高台にあり、境内からは大阪市街、生駒山地や金剛山地まで望めることから初日の出の名所としても知られる。

## 祭神
主祭神
- 大山祇尊

配祀神
- 菅原道真
- 火加具土神
- 素盞嗚尊
- 道祖神

## 歴史
- 隣接の平林寺が聖徳太子開基とされ、同時期の創建とも思われるが不詳[* 1]。
- 行者山などが連なる山脈の端に位置し、山岳修験道から当地に白山権現を祀り、白山権現社と号していた。
- 武庫郡小林村の村社であった牛頭天王社の「東氏神」に対して、「西氏神」と呼ばれた。
- 明治初期の廃仏毀釈により「日吉神社」へ改称、明治41年（1908年）には天神社・愛宕社を神社合祀する。
- 昭和41年（1966年）、または昭和40年（1965年）[1][2]、「東氏神」の素盞嗚神社（宝塚市小林、旧牛頭天王社）を合祀し、宝塚神社へ改称。

## 社殿
- 恵比寿社 : 清荒神清澄寺より天保年間の本殿を移築している。
- 天満宮
- 末社 塞神社
- 百度石

## 行事
- 例祭 : 10月18日前の土日、だんじり祭が行われる。住吉型地車1基を有する。
- 宝塚えびす（えびす大祭） : 1月9、10、11日[1]

## 交通
- 阪急電鉄今津線 逆瀬川駅から徒歩9分

## 脚註
注釈
1. ↑  平林寺に承和4年(837年)作の仏像安置の記録があり、その頃には神社として存在したと考えられている[1]。

出典
1. 1 2 3 4  “宝塚神社”.   兵庫県神社庁. 2015年9月閲覧。
2. ↑  “街道をたずねて（西宮街道）”. 宝塚市公式ホームページ. 2015年9月閲覧。